# Saša Popović
Aleksandar (Saša) Popović (Novi Sad, 24. travnja 1954. – Pariz, 1. ožujka 2025.) bio je srpski glazbenik, suvlasnik i direktor Grand Productiona, srpske diskografske kuće.
Godine 1976. Popović je osnovao estradni sastav Lira Show koji je izvodio narodnu glazbu. Kada je Lepa Brena postala pjevačica u ovom bendu, bend je 1982. promijenio ime u Slatki greh. Nakon raspada grupe Slatki greh, Saša Popović i njegov menadžer Raka Đokić počeli su raditi na diskografiji u produkciji ZAM-a, za koji svoje albume snimaju mnogi poznati folk pjevači. Nakon smrti Rake Đokića, suvlasnik ZAM-a postao je njegov brat, s kojim su se ubrzo rastali Lepa Brena i Saša Popović. Njih dvoje su 1998. osnovali Grand Production. Dana 3. prosinca 1998. godine Grand Show prvi put je emitiran na Televiziji Pink i taj se datum smatra rođendanom ove diskografske kuće.
Nakon borbe s bolešću preminuo je u Parizu 1. ožujka 2025. godine.